# Títol 47 del Codi Federal de Regulacions
El Títol 47 del Codi Federal de Regulacions fa referència a les normatives de telecomunicacions dintre del Codi Federal de Regulacions de l'organisme FCC que opera en els EUA.

## Parts del títol 47
| Volum | Capítol | Parts   | Entitat reguladora |
| ----- | ------- | ------- | --- |
| 1     | I       | 0-19    | Comissió Federal de Comunicacions |
| 2     | I       | 20-39   | Comissió Federal de Comunicacions |
| 3     | I       | 40-69   | Comissió Federal de Comunicacions |
| 4     | I       | 70-79   | Comissió Federal de Comunicacions |
| 5     | I       | 80-199  | Comissió Federal de Comunicacions |
| 5     | II      | 200-299 | Office of science and technology policy and national security council Oficina de ciència i tecnologia i Comitè de seguretat nacional |
| 5     | III     | 300-399 | National telecommunications and information administration, department of commerce Administració nacional d'informació i telecomunicacions, departament de comerç |
| 5     | IV      | 400-499 | National telecommunications and information, department of comerce, and national highway traffic safety administration, department of transportation Administració nacional d'informació i telecomunicacions, departament de comerç i administració de seguretat de tràfic en autopistes i departament de transports |

## Part en l'àmbit de les telecomunicacions
Part 15: Dispositius de radiofreqüència, es divideix en les següents subparts:
| Subparts | Descripció                                         |
| -------- | -------------------------------------------------- |
| A        | General                                            |
| B        | Radiadors no intencionats                          |
| C        | Radiadors intencionats                             |
| D        | Serveis de comunicacions personals sense llicència |
| E        | Serveis de comunicacions nacionals sense llicència |
| F        | Operació en banda ultra ampla                      |
| G        | Operació en PL                                     |
| H        | Dispositius que operen en banda de tv              |